# Fisktjärnarna (Ströms socken, Jämtland, 713035-146852)
Fisktjärnarna är en sjö i Strömsunds kommun i Jämtland och ingår i Ångermanälvens huvudavrinningsområde.